# Crims irlandesos. La lluna damunt Galway
Crims irlandesos. La lluna damunt Galway (títol original en alemany, Der Irland-Krimi: Mond über Galway) és un telefilm alemany de temàtica policíaca del 2023 dirigit per Matthias Tiefenbacher. És la vuitena entrega de la sèrie de pel·lícules de ficció criminal d'ARD Crims irlandesos. La primera emissió va tenir lloc el 19 d'octubre de 2023 en horari de màxima audiència al canal Das Erste. S'ha doblat al català per a TV3, que va estrenar-lo el 27 d'octubre de 2024.
El rodatge del telefilm, sota el títol provisional de Galway Girl, va durar del 17 d'octubre al 9 de desembre de 2022, al mateix temps que l'episodi anterior Llacuna mental, i va tenir lloc al comtat de Wicklow i l'entorn Dublín.

## Sinopsi
Una mare desesperada truca a la psicòloga Cathrin Blake de nit. La seva filla, Moon, amenaça de llançar-se des d'un terrat. La noia, que pateix un greu trastorn psíquic, va ser atesa a la consulta de la Cathrin quatre anys enrere, però va interrompre la teràpia. La Cathrin evita el suïcidi de la Moon, però no arriba a temps per salvar el seu xicot, en Collin. Es tracta realment d'un suïcidi? La policia sospita que la Moon amaga alguna cosa.

## Repartiment
- Désirée Nosbusch: Cathrin Blake
- Rafael Gareisen: Paul Blake
- Declan Conlon: Sean Kelly
- Róisín O'Donovan: Sarah Kelly
- Serena Kennedy: Moon Flynn